# كأس ليختنشتاين 2003–04
كأس ليختنشتاين 2003–04 هو الموسم 59 من كأس ليختنشتاين. أقيم خلال الفترة 23 سبتمبر 2003 وحتى 25 مايو 2004، وأشرف على تنظيمه اتحاد ليختنشتاين لكرة القدم، وكان عدد الأندية المشاركة فيه 19، وفاز فيه نادي فادوتس.